# Luís Alberto da Silva Lemos
Luís Alberto da Silva Lemos, detto Luisinho (Niterói, 3 ottobre 1952 – Nova Iguaçu, 2 giugno 2019), è stato un allenatore di calcio e calciatore brasiliano, di ruolo attaccante.

## Caratteristiche tecniche

### Giocatore
Giocava come attaccante; è il miglior marcatore della storia dell'América-RJ con 311 reti.

## Carriera

### Giocatore
Luizinho Lemos, detto "Tombo" è il fratello di due attaccanti importanti del calcio brasiliano, Caio Cambalhota e César Augusto da Silva Lemos, detto César Maluco (centravanti del Brasile a Germania Ovest 1974). Giocò per l'America Football Club dal 1973 al 1974 e dal 1982 al 1984, diventando il miglior cannoniere del club (311 gol) e vincendo Torneio dos Campeões nel 1982, Taça Guanabara nel 1974 e Taça Rio nel 1982.
Luizinho giocò anche per Clube de Regatas do Flamengo (1975-1977), Sport Club Internacional (1977-1978), Botafogo de Futebol e Regatas (1978-1979), Sociedade Esportiva Palmeiras (1984-1985), Americano Futebol Clube (1991) segnando in totale 434 gol nei campionati brasiliani.
Fu capocannoniere dei campionati Carioca del 1974 e del 1983.

## Palmarès

### Giocatore
- Taça Guanabara: 1

América-RJ: 1974
- Torneio dos Campeões: 1

América-RJ: 1982
- Taça Rio: 1

América: 1982

### Allenatore
- Campeonato Carioca Série B1: 1

América: 2018